# Rychlá divize
Rychlé divize byly vyššími jednotkami prvorepublikové československé armády, které formálně vznikly k 1. lednu 1938 reorganizací dosavadních jezdeckých brigád. Úkolem rychlých divizí byl daleký průzkum, útok do mezer v nepřátelské sestavě nebo do jejích boků, případně obranný boj vyžadující rychlé zaujetí obrany.
Rychlé divize spojením jezdeckých, cyklistických, motorizovaných a tankových jednotek představovaly určitý přechodový stupeň na cestě od čistě jezdeckých jednotek k formacím plně motorizovaným. Toto spojení na jedné straně z rychlých divizí vytvářelo univerzální jednotky schopné plnit celé škály úkolů. Na straně druhé tato roztříštěnost vylučovala kvůli rozdílné přesunové rychlosti například konsolidovaný přesun na delší vzdálenost nebo koncentrovaný útok určitým druhem zbraně. V praxi se spíše předpokládalo oddělené nasazení motorizované a jezdecké brigády, a to za podmínek, které by odpovídaly specifickým vlastnostem toho kterého druhu jednotky.
Zajímavostí je, že v mírové organizaci rychlé divize nedisponovaly obrněnými vozidly, byla jim přidělována teprve v případě přechodu na válečnou organizaci od mírových Pluků útočné vozby. Do budoucna se pak předpokládalo podřízení stávajících Pluků útočné vozby jednotlivým Rychlým divizím i v době míru.
V případě mobilizace se předpokládalo, že rychlé divize budou představovat zejména zálohy jednotlivých armád, případně hlavního velitelství.

## Rychlé divize československé armády
- 1. rychlá divize (Praha)
- 2. rychlá divize (Brno)
- 3. rychlá divize (Bratislava)
- 4. rychlá divize (Pardubice)

## Válečná organizace rychlé divize (pouze bojové jednotky)
- velitelství
- motorizovaný přezvědný oddíl
- 2 motorizované roty kanonů proti útočné vozbě (protitankových kanonů)
- 2 motorizované roty velkých kulometů proti letadlům
- ženijní rota
- telegrafní prapor
- motorizovaná brigáda
  - 2 motorizované pěší prapory
  - 2 prapory lehkých tanků
  - motorizovaný dělostřelecký oddíl
- jezdecká brigáda
  - 2 dragounské pluky
  - cyklistický prapor
  - hipomobilní dělostřelecký oddíl

## Tabulkové početní stavy rychlé divize
- 11 135 mužů[2]
- 2832 koní
- 5200 pušek
- 2850 pistolí
- 114 tanků
- 12 obrněných automobilů
- 24 lehkých děl
- 34 kanonů proti útočné vozbě
- 6 minometů
- 16 velkorážných protiletadlových kulometů
- 64 těžkých kulometů
- 212 lehkých kulometů

V praxi nebyla během mobilizace v září 1938 kvůli nedostatku bojové techniky na plných stavech žádná z rychlých divizí. Nejlépe na tom byla 4. rychlá divize, která vykazovala jen malé odchylky od plánovaných počtů (např. nižší počet obrněných automobilů). 1. a 2. rychlá divize postrádaly vždy po jednom z tankových praporů (každá tedy disponovala jen cca 40 až 50 lehkými tanky) a 3. rychlá divize, operující na jižním Slovensku měla ve své sestavě zařazenu jedinou tankovou rotu se 16 vozidly a vůbec nedisponovala motorizovanou pěchotou, představovala tedy v praxi pouze mírně zesílenou jezdeckou brigádu.